# Bob Florence
Robert C. „Bob“ Florence (* 20. Mai 1932 in Los Angeles, Kalifornien; † 15. Mai 2008 Thousand Oaks, Kalifornien) war ein US-amerikanischer Jazzpianist, Arrangeur und Bandleader des Modern Jazz.

## Leben und Wirken
Bob Florence studierte Klavier am L. A. City College und erhielt Kompositionsunterricht bei Wesley LaViolette. Zu Beginn seiner Karriere war er Pianist und Arrangeur bei Dave Pell; dann spielte er bei Harry James, Les Brown, Jerry Fielding und dem Sauter-Finegan Orchestra, um dann bei Si Zentner zu arbeiten.
Seit den 1950ern arbeitete er auch als Arrangeur für Harry James, Louie Bellson, Stan Kenton, Buddy Rich, Count Basie, Doc Severinsen oder die hr-Bigband.
Ende der 1950er Jahre gründete er seine erste eigene Band, in der unter anderem Herb Geller, Bud Shank, Frank Capp und Bob Enevoldsen mitwirkten. Seit dieser Zeit arbeitete Florence im Raum Los Angeles an Big-Band-Projekten, vorwiegend mit Studiomusikern und als Begleiter von Sängerinnen. Seit 1979 leitete er eine Rehearsal Band in Los Angeles, die mit sechs Saxophonen originell besetzt war. In den 1970er Jahren nahm er Alben für das Label Discovery, in den 1990er Jahren für Mama Records auf.

## Preise und Auszeichnungen
Im Jahr 2000 gewann er den Grammy-Award für das beste Large Jazz Ensemble Album. 2001 studierte er mit der SWR Big Band eigene Kompositionen und Arrangements ein, die unter dem Titel „Goldener Meilenstein“ veröffentlicht und für den Grammy nominiert wurden. Für seine Arbeiten an Linda in Wonderland (gemeinsam mit Ian Fraser, Billy Byers und Chris Boardman, 1981) und an Julie Andrews in Concert (gemeinsam mit Ian Fraser, Chris Boardman, Billy Byers, J. Hill und Angela Morley, 1990) gewann er jeweils einen Emmy.

## Diskographie (Auswahl)
- Name Band: 1959 (Fresh Sound, 1958) mit Herb Geller, Bob Enevoldsen
- Here and Now (Liberty Records/Fresh Sound, 1964) mit Bud Shank, Frank Capp
- Funupmanship (Mama, 1992)
- Earth (Mama, 1996)
- Serendipity (Mama, 1998)